# Тикрит
Тикри́т (араб. تكريت‎, сир. ܬܓܪܝܬ) — город на севере Ирака, на реке Тигр, в 140 км к северо-западу от Багдада. По состоянию на 2011, его население оценивалось в 100 000 жителей. Город известен как место рождения Саддама Хусейна и Саладина. В последние годы город был местом боёв с боевиками Исламского государства, захвативших город в июне 2014 года, что привело к бегству 28 000 жителей. Правительство Ирака восстановило контроль над городом 31 марта 2015 года.

## История

### Древние времена
Тикрит — город с более чем двадцативековой историей. Первые упоминания о нём относятся к 615 до н. э., когда он был убежищем вавилонского царя Набопаласара во время его атаки на Ашшур.

### Христианский Тикрит
До VI века христианство в Сасанидской империи было в основном представлено диофизитством, однако в результате миссионерской работы миафизитов Тикрит стал крупным центром миафизитства и резиденцией их первого епископа, Ахудеммеха, в 559 году. Вскоре город стал центром мафрианата.

### Средневековый Тикрит

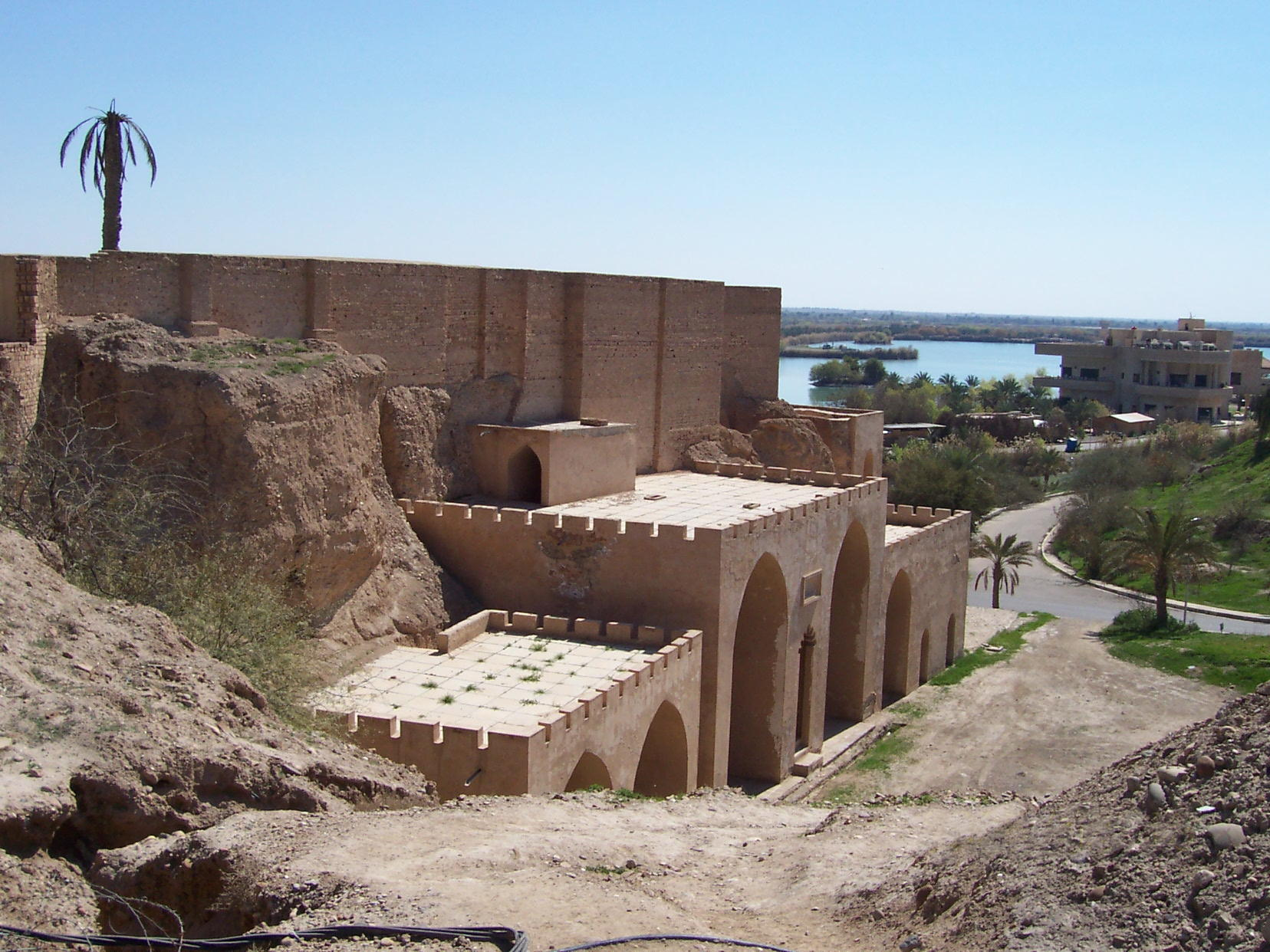
Современный вид Сирийского монастыря в Тикрите

Город был домом для арабского христианского племени Ийяд. Арабы города тайно помогали мусульманам, когда они осадили город. Мусульмане вступили в Тикрит в 640 году, с тех пор он рассматривался ими как часть провинции Джезире.
С 1010 года в Тикрите правили эмиры из Бану-Маан, боковой ветви династии Укайлидов, а затем (после 1057 года) город был захвачен турками-сельджуками.
Город, однако, оставался преимущественно центром ассирийского христианства в начале эпохи исламского правления и получил известность как важный центр развития сирийской и христианской арабской литературы. Начиная с IX века христиане начали переселяться на север. Многие поселились в Мосуле и его окрестностях, особенно в Бахдиде, а также Тур-Абдине, в основном это было связано с дискриминационными мерами некоторых мусульманских правителей. Христианская община понесла тяжёлую утрату, когда губернатор приказал уничтожить главный собор города, известный в народе как «Зелёная Церковь» в 1089 году, а мафриану пришлось переехать в Мосул вместе со многими христианами. Другой губернатор разрешил реконструкцию собора, однако нестабильность привела к окончательному отъезду вернувшегося мафриана в Мосул в 1156 году.
В 1137 году здесь родился легендарный полководец Саладин, в честь которого названа провинция Салах-ад-Дин. Город оставался важным центром ассирийского христианства до его разрушения Тамерланом в конце XIV века.
Во время османского периода Тикрит существовал как небольшое поселение, которое принадлежало к эйялету Ракка и население которого не превышало 4000-5000 человек.

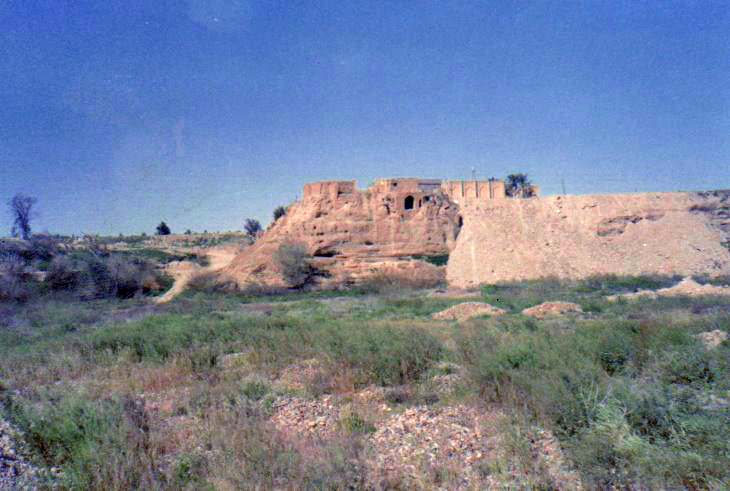
Тикрит, Старый город
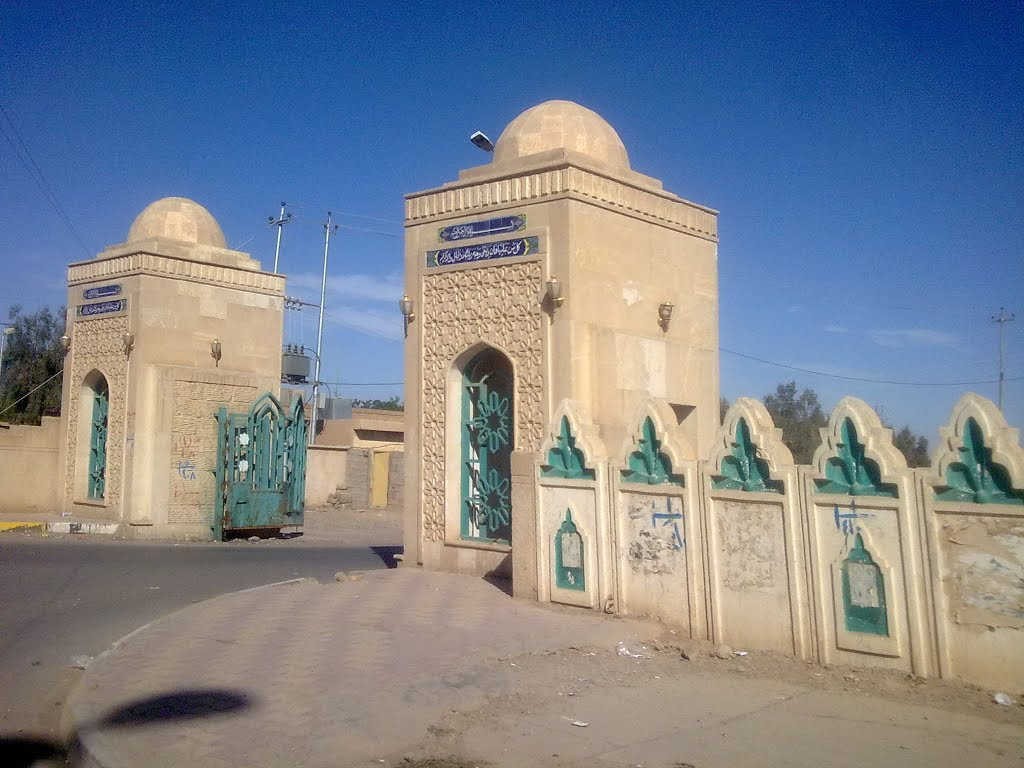
Тикрит, Старый город

### Современный Тикрит
Во время Первой мировой войны город был взят британскими войсками в сентябре 1917 года.
Город является родиной Саддама Хусейна. Многие высокопоставленные члены иракского правительства во время его правления происходили из племени Саддама Тикрити, как и члены его Республиканской гвардии, в основном потому, что Саддам по-видимому, чувствовал себя в безопасности лишь в окружении родственников и союзников своей семьи. Тикрити доминировали в иракском правительстве, и в 1977 году Хусейн отменил использование фамилий в Ираке, чтобы скрыть тот факт, что многие из его ключевых сторонников носили ту же фамилию, аль-Тикрити, как и он сам. Саддам Хусейн был похоронен недалеко от Тикрита в своём родном городе Оуджа после его казни 30 декабря 2006 года.

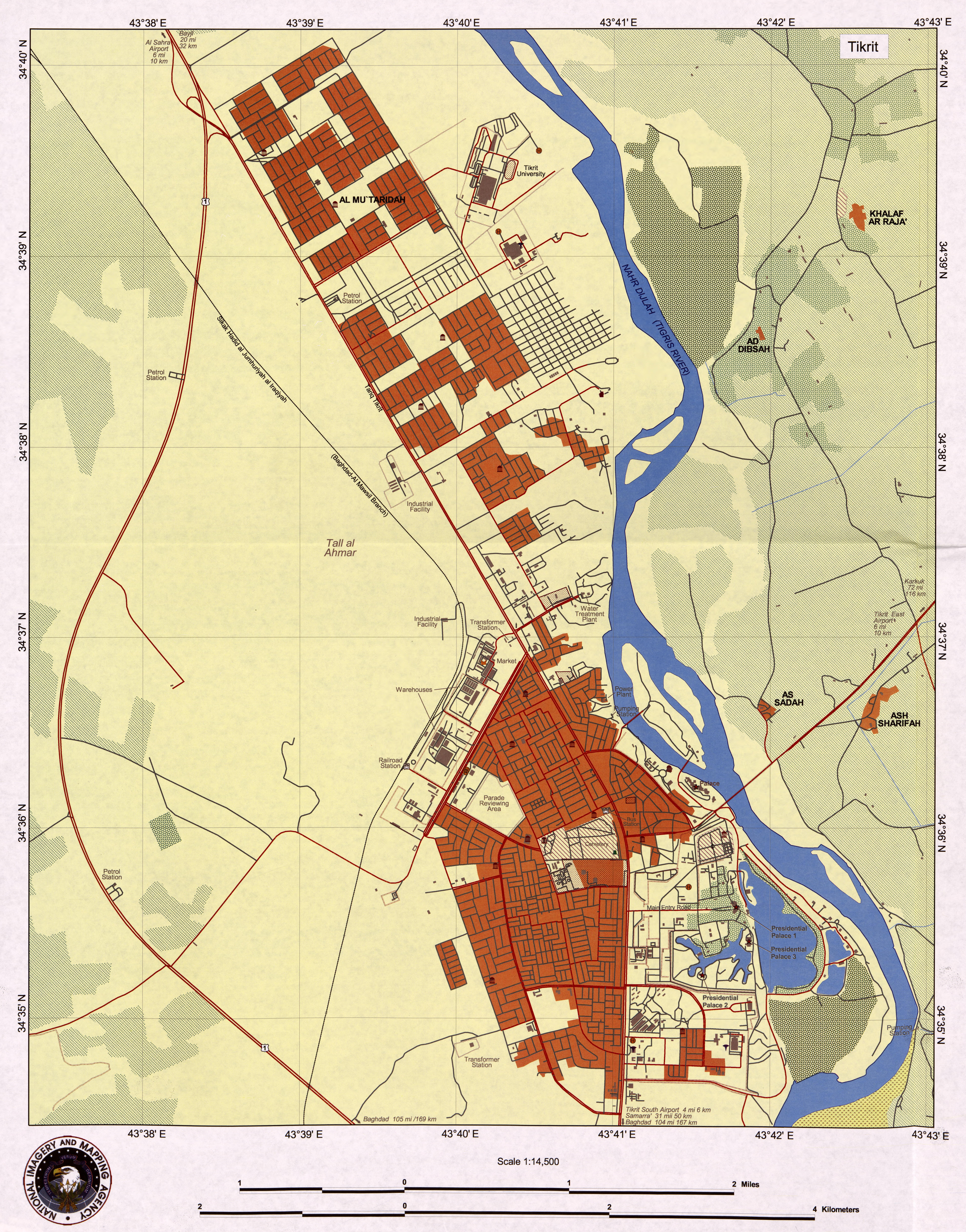
Карта Тикрита, 2000

## Война в Ираке
В ходе вторжения сил коалиации в Ирак в 2003 году Тикрит 13 апреля был без боя взят силами Корпуса морской пехоты США.

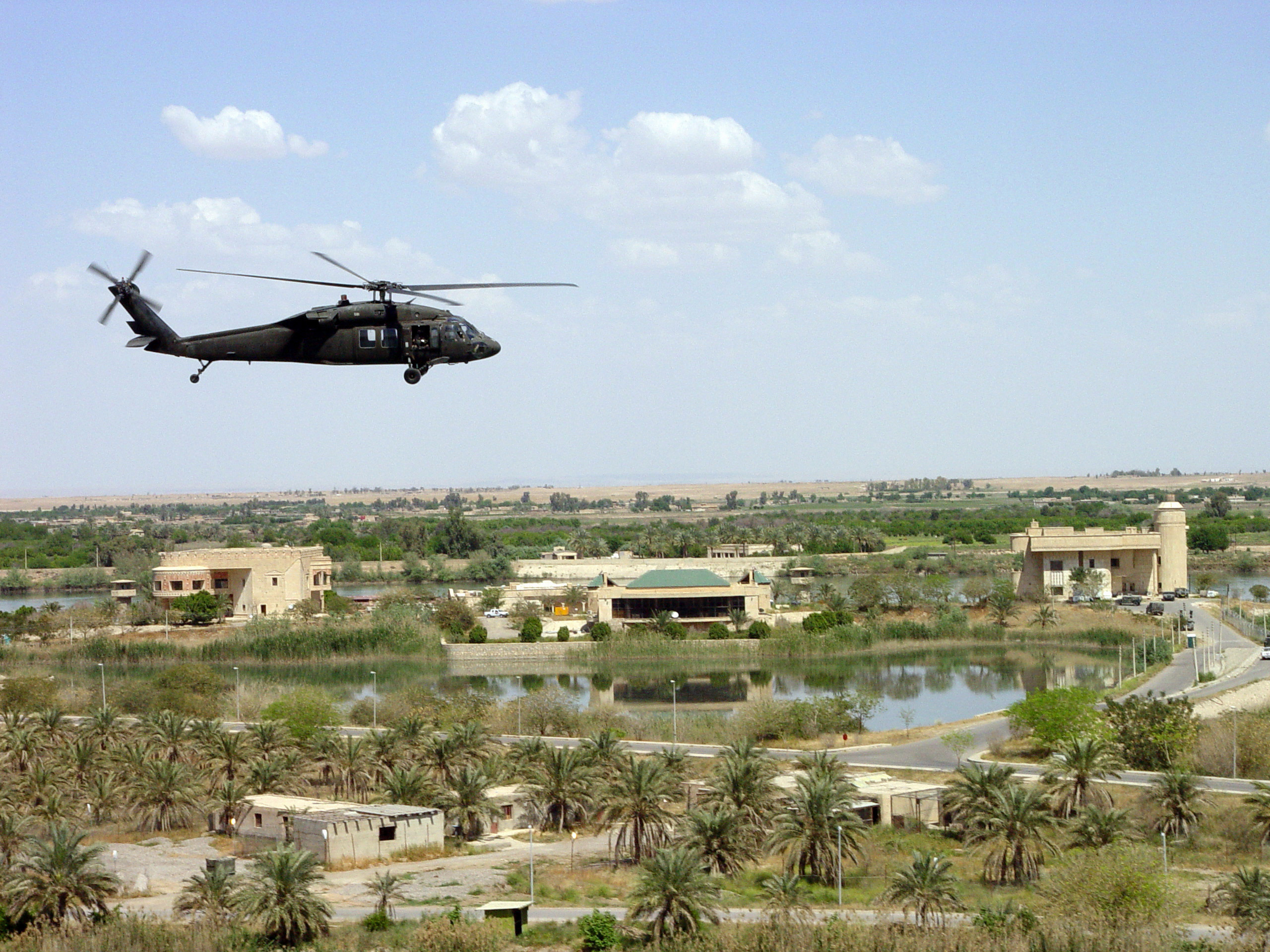
Американский вертолёт UH-60 Black Hawk в небе над Тикритом

В первые недели вторжения многие наблюдатели думали, что Саддам будет обороняться в Тикрите. Город был подвергнут интенсивной воздушной бомбардировке, предназначенной для того, чтобы запугать горожан и вытеснить иракские войска из города. 13 апреля 2003 года несколько тысяч американских морских пехотинцев и другие участники коалиции на 300 бронированных транспортных средствах вошли в город не встречая сопротивления. Это была последняя крупная наступательная операция коалиционных войск перед завершением боевых действий. В дальнейшем в районе Тикрита, как и во многих других местах Ирака, развернулось партизанское движение, и город получил известность как северная вершина «суннитского треугольника».
16 июня 2003 года Абед Хамид Махмуд ат-Тикрити, секретарь Саддама Хусейна, был задержан в ходе спецоперации.
После падения Багдада Саддам Хусейн укрылся в Тикрите. Его скрывали родственники и сторонники в 15 км к югу от города, на восточном берегу Тигра, в одной из пещер, в течение примерно 6 месяцев. Саддам Хусейн был схвачен 13 декабря 2003 года.
Бывший дворец Хусейна в Тикрите, построенный им для матери и своих сыновей, некоторое время использовался для размещения штабов американских дивизий, контролировавших районы между Багдадом и Мосулом (в разное время это были 1-я и 4-я пехотные дивизии, а также 42-я пехотная дивизия Национальной гвардии США). В конце 2005 года дворец был передан иракской администрации. Первоначально планировалось национализировать дворец и превратить его в курорт. Однако в течение нескольких недель после того, как солдаты покинули дворец, он был разграблен, а предметы мебели и даже светильники проданы на улицах Тикрита.
18 апреля 2010 года Абу Айюб аль-Масри и Абу Умар аль-Багдади, лидер Исламского государства Ирак, были убиты в ходе рейда в убежище в 10 км от Тикрита.
Наступление ИГИЛ на севере Ирака

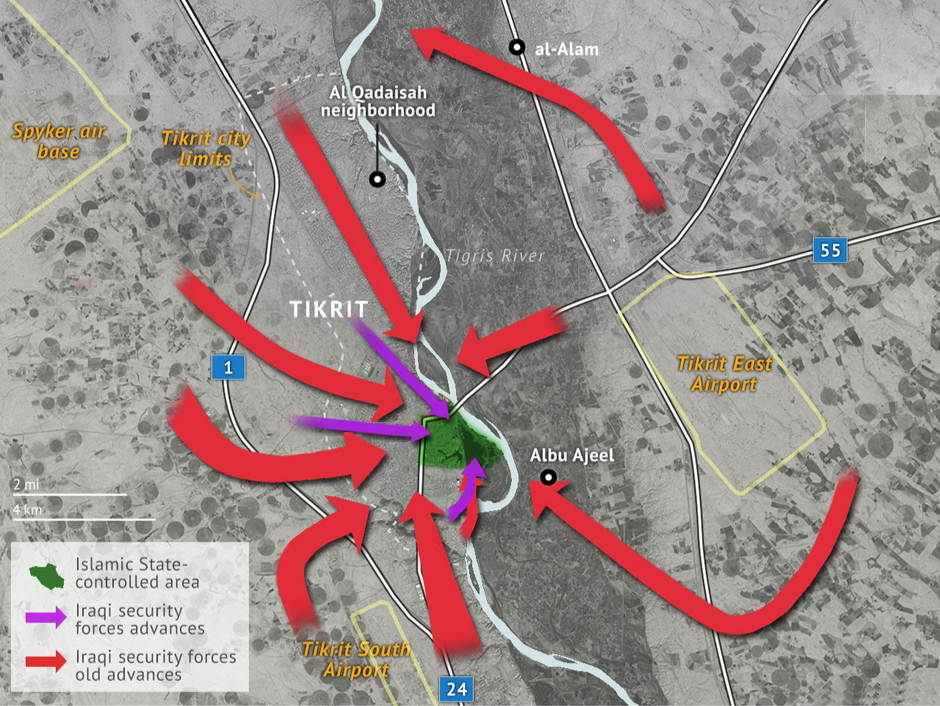
Карта финальной атаки правительственных войск на Тикрит, март 2015

11 июня 2014 года, во время масштабного наступления в Северном Ираке, Исламское государство Ирака и Леванта (ИГИЛ) взяло под свой контроль город. Несколько часов спустя, иракская армия предприняла попытку отбить Тикрит, что привело к тяжёлым боям. 12 июня боевики ИГИЛ казнили по крайней мере 1,566 курсантов академии ВВС Ирака на авиабазе Спайкер. В июле 2014 года правительственные войска были выведены из Тикрита.
25 сентября 2014 года исламисты уничтожили Ассирийскую церковь в Тикрите, датированную 700 годом н. э.
В начале марта 2015 года правительственные войска Ирака, в коалиции с иранскими отрядами и авиацией США, Великобритании и Франции, начали операцию по освобождению города. 31 марта правительство Ирака заявило, что вернуло контроль над городом.

## Климат
Город имеет горячий, засушливый климат.
| Показатель                    | Янв. | Фев. | Март | Апр. | Май  | Июнь | Июль | Авг. | Сен. | Окт. | Нояб. | Дек. | Год   |
| ----------------------------- | ---- | ---- | ---- | ---- | ---- | ---- | ---- | ---- | ---- | ---- | ----- | ---- | ----- |
| Средний суточный максимум, °C | 14,3 | 17,2 | 21,4 | 27,6 | 35   | 40,6 | 43,6 | 43,2 | 39,4 | 32,7 | 23,6  | 16,5 | 29,59 |
| Средняя температура, °C       | 9,1  | 11,3 | 15,1 | 20,6 | 26,9 | 31,9 | 34,6 | 34,2 | 30,3 | 24,3 | 16,7  | 10,9 | 22,16 |
| Средний суточный минимум, °C  | 4    | 5,5  | 8,8  | 13,6 | 18,9 | 23,2 | 25,8 | 25,3 | 21,5 | 15,9 | 9,9   | 5,3  | 14,81 |
| Норма осадков, мм             | 28   | 29   | 30   | 20   | 7    | 0    | 0    | 0    | 0    | 5    | 24    | 37   | 180   |

## Достопримечательности
- Заброшенный дворец Саддама Хусейна с покоями его родственников и искусственным озером перед ним.
- Тикритский музей — был поврежден во время войны 2003 года в Ираке[20][21].

## Гражданские объекты
Университет Тикрита был открыт в 1987 году и является одним из крупнейших университетов в Ираке.
Стадион Тикрита до войны с ИГИЛ был домашней ареной футбольного клуба Салах ад-Дин. Он вмещает 10000 человек.
К югу и к востоку от Тикрита расположены два небольших аэропорта — Восток и Юг.

## Военные объекты
Иракские ВВС до войны с ИГИЛ имели несколько военных баз около Тикрита: Южную авиабазу, Восточную авиабазу и аэродром Аль-Сахра (Тикритская воздушная академия, бывшая коалиционная авиабаза Спайкер).

## Известные уроженцы и жители
- Мира Хатун Ванса, Ванса Исмаил эль-Амави или просто Ванса (1917—2015) — езидская принцесса, в 1934—1938 гг. жена Мира Сайд Бега, первая образованная езидка.
- Саддам Хусейн
- Салладин